# Danica Roem
Danica Roem (en anglais [ˈɹoʊm]), née le 30 septembre 1984, est une personnalité transgenre, une journaliste, une femme politique et une chanteuse américaine. 
Membre du Parti démocrate de Virginie, Danica Roem est élue en novembre 2017 à la Chambre des délégués de Virginie et réélue en novembre 2019. Elle est la première personne officiellement transgenre à remporter une élection locale aux États-Unis et à effectuer son mandat.

## Jeunesse et formation
Ses parents, Marian et John Paul Roem, la prénomment Dan à sa naissance en 1984. Son enfance et son adolescence se passent dans le comté de Prince William en Virginie,. 
Le père se suicide durant sa troisième année, et c'est son grand-père paternel Anthony Oliveto qui élève ensuite l'enfant. 
Durant ses études de journalisme à l'université Saint-Bonaventure dans New York, Roem participe à un concours de drag queen puis revient en Virginie.
À l'âge de 29 ans, Roem fait son coming out trans et entame à ce moment une transition qui la conduit deux ans plus tard au changement officiel de son prénom, Dan pour Danica, et à la modification de la mention de son sexe d'homme à femme sur ses papiers d'identité.

## Carrière
Danica Roem travaille pendant neuf ans comme journaliste, pour le Gainesville Times et pour le Prince William Times. Elle remporte plusieurs prix de la Virginia Press Association.

## Élections de 2017
En janvier 2017, Danica Roem déclare sa candidature à la primaire du Parti démocrate pour concourir au scrutin pour le poste de représentant du treizième district à la Chambre des délégués de Virginie,, un siège détenu depuis 25 ans par le républicain Bob Marshall,, remarqué notamment pour son homophobie. 
Elle reçoit le soutien de la Gay & Lesbian Victory Fund (en) et du Progressive Change Campaign Committee (en). Entre le 1er avril et le 1er juin, Danica Roem reçoit 1 064 dons inférieurs à cent dollars, soit davantage que les autres candidats, à l'exception de Chris Hurst. Son programme est basé sur des problématiques économiques et de transport,.
Danica Roem remporte la primaire démocrate le 13 juin 2017,.
En juillet 2017, à la suite de l'annonce de Donald Trump d'écarter les personnes transgenres de l'armée américaine, elle reçoit 50 000 dollars de la part du Milwaukee County Executive Chris Abele (en),.
En août 2017, Danica Roem reçoit le soutien de la Human Rights Campaign, et en octobre 2017 celui de l'ancien vice-président Joe Biden.
En septembre 2017, elle poste sur internet une vidéo intitulée Just Who I Am, dans laquelle elle répond à ses opposants, qui refusent de s'adresser à elle en tant que femme ou de la désigner en adoptant le genre féminin.
En octobre 2017, une campagne d'appels téléphoniques automatisés (robocall) adressés aux résidents de Virginie et diffusant des messages anti-transgenres est menée à son encontre. Danica Roem affirme que les appels émanent de l'American Principles Project (en), qui a fait circuler une pétition Stop Transgender Medical Experimentation on Children,. Le même mois, le Parti républicain de Virginie envoie des flyers attaquant les affirmations tenues par Danica Roem dans une interview de septembre, en utilisant des pronoms masculins pour la désigner. Le directeur exécutif du parti rejette l'idée qu'il s'agisse d'une attaque envers son identité de genre.
Le 7 novembre 2017, elle remporte avec 55 % des voix l'élection face au républicain Bob Marshall. Sa victoire est considérée comme « historique ». Elle devient la première personne ouvertement transgenre à remporter une élection locale aux États-Unis et à exercer son mandat,,,.

## Cab Ride Home
Danica Roem est la chanteuse du groupe de thrash metal Cab Ride Home. En 2017, le groupe sort un album intitulé Crash the Gate sur Bandcamp.